# Pedro Nonato da Costa
Pedro Nonato da Costa (Alto Longá, 5 de abril de 1962 – Teresina, 11 de março de 2017), mais conhecido por Pedro Costa, foi um ator, poeta, violeiro, repentista editor e membro da Academia Brasileira de Literatura de Cordel.

## Biografia

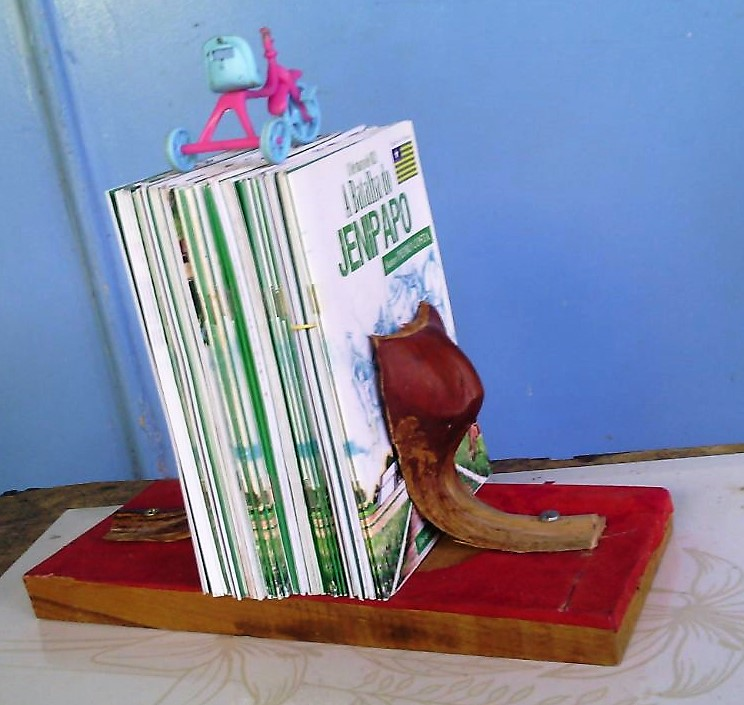
Obras do autor num suporte guarda livros em artesanato de talo de carnaúba.

Por sua militância e empreendedorismo cultura foi conhecido como o "Dom Quixote do Cordel" e criou a Fundação Nordestina do Cordel como entidade a dá suporte à cultura do repente e da literatura de cordel, em 2001 é eleito para a cadeira 39 da Academia Brasileira de Literatura de Cordel, membro da Academia de Letras Vale do Longá, fundador e editor da revista De Repente; foi membro do Conselho Estadual de Cultura do Piauí e publicou vários livros e folhetos, no gênero literário do cordel, em que uma das principais é a coletânea Poemários de cordéis, lançada em 2011.
Foi o fundador e primeiro presidente da Academia Piauiense de Literatura de Cordel.
Morreu em 11 de março de 2017, por acidente vascular cerebral.